# John C. Butler (lớp tàu hộ tống khu trục)
Lớp John C. Butler là những tàu hộ tống khu trục được Hải quân Hoa Kỳ chế tạo trong Chiến tranh Thế giới thứ hai. Chiếc dẫn đầu của lớp, USS John C. Butler, nhập biên chế vào ngày 31 tháng 3, 1944. Trong số 293 chiếc được lên kế hoạch, 206 chiếc bị hủy bỏ vào năm 1944, rồi thêm bốn chiếc khác bị hủy bỏ sau khi đã đặt lườn; ba chiếc chỉ hoàn tất sau khi Thế Chiến II đã chấm dứt.
Chúng đã phục vụ trong Chiến tranh Thế giới thứ hai trong vai trò hộ tống các đoàn tàu vận tải và tìm-diệt tàu ngầm đối phương; ba chiếc đã bị mất trong chiến đấu. Sau Thế Chiến II, hai chiếc USS Formoe (DE-509) và USS McCoy Reynolds (DE-440) được chuyển cho Hải quân Bồ Đào Nha, chúng đã phục vụ cho đến khi bị tháo dỡ vào năm 1970. Một số chiếc đã tiếp tục hoạt động cho đến cuối thập niên 1960, những chiếc khác được đưa về thành phần dự bị của Hải quân Hoa Kỳ cho đến khi rút đăng bạ và loại bỏ. Không có chiếc nào trong lớp này được giữ lại để bảo tồn.

## Thiết kế
Lớp John C. Butler có kiểu dáng bên ngoài giống hệt như lớp Rudderow dẫn trước, nhưng chúng trang bị hệ thống động cơ gồm hai turbine hơi nước dẫn động qua hộp số giảm tốc đến hai trục chân vịt, vốn là kiểu hệ thống động lực trang bị cho lớp Edsall trước đó. Lớp này còn được gọi là kiểu WGT do loại turine hơi nước Westinghouse và hộp số giảm tốc (Geared Turbine) được trang bị. Lớp John C. Butler là đỉnh cao của thiết kế tàu hộ tống khu trục trong Thế Chiến II, chúng kết hợp những đặc tính ưu việt về vũ khí và động cơ, mà những lớp tàu trước còn thiếu sót do hạn chế về năng lực của ngành công nghiệp Mỹ vào lúc bắt đầu chiến tranh, khi kiểu tàu hộ tống khu trục mới được thiết kế.
Vũ khí trang bị bao gồm hai khẩu 5 inch (130 mm)/38 đa dụng trong hai tháp pháo kín, hai bệ pháo Bofors 40 mm L/60 phòng không nòng đôi; cùng 10 khẩu Oerlikon 20 mm nòng đơn. Vũ khí chống ngầm bao gồm một dàn súng cối chống ngầm Hedgehog trước cầu tàu, hai đường ray và 8 máy phóng mìn K-gun để thả mìn sâu, mang theo tổng cộng 200 quả mìn. Chúng cũng giữ lại ba ống phóng ngư lôi Mark 15 21 inch (533 mm). Các con tàu có thể đạt đến tốc độ tối đa 24 kn (28 mph; 44 km/h).

## Lịch sử hoạt động

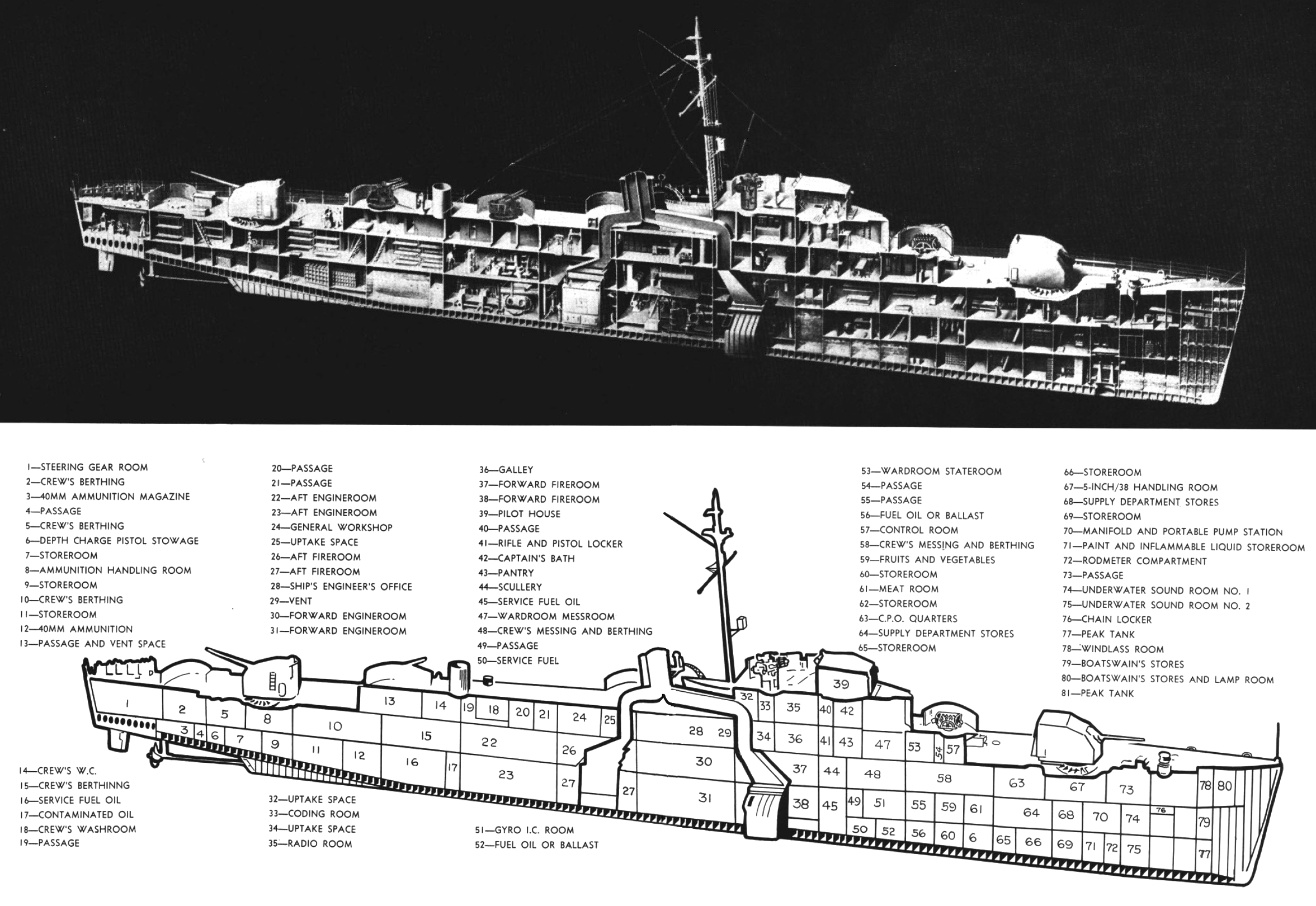

Giống như tất cả các lớp tàu hộ tống khu trục khác, lớp John C. Butler đã phục vụ trong Chiến tranh Thế giới thứ hai chủ yếu trong vai trò hộ tống các đoàn tàu vận tải và tìm-diệt tàu ngầm đối phương.

## Những chiếc trong lớp
| Tên (số hiệu lườn)           | Xưởng đóng tàu                                               | Đặt lườn          | Hạ thủy           | Nhập biên chế     | Xuất biên chế     | số phận |
| ---------------------------- | ------------------------------------------------------------ | ----------------- | ----------------- | ----------------- | ----------------- | --- |
| John C. Butler (DE-339)      | Consolidated Steel Corporation, Orange, Texas                | 5 tháng 10, 1943  | 12 tháng 11, 1943 | 31 tháng 3, 1944  | 18 tháng 12, 1957 | Xóa đăng bạ 1 tháng 6, 1970; đánh chìm như mục tiêu 1971                                                      |
| O'Flaherty (DE-340)          | Consolidated Steel Corporation, Orange, Texas                | 4 tháng 10, 1943  | 14 tháng 12, 1943 | 8 tháng 4, 1944   | tháng 1, 1947     | Xóa đăng bạ 1 tháng 12, 1972; bán để tháo dỡ 27 tháng 11, 1973                                                |
| Raymond (DE-341)             | Consolidated Steel Corporation, Orange, Texas                | 3 tháng 11, 1943  | 8 tháng 1, 1944   | 15 tháng 4, 1944  | 22 tháng 9, 1958  | Xóa đăng bạ 1 tháng 7, 1972; đánh chìm như mục tiêu ngoài khơi Florida 22 tháng 1, 1974                       |
| Richard W. Suesens (DE-342)  | Consolidated Steel Corporation, Orange, Texas                | 1 tháng 11, 1943  | 11 tháng 1, 1944  | 26 tháng 4, 1944  | 15 tháng 1, 1947  | Xóa đăng bạ 15 tháng 3, 1972; bán để tháo dỡ 13 tháng 6, 1973                                                 |
| Abercrombie (DE-343)         | Consolidated Steel Corporation, Orange, Texas                | 8 tháng 11, 1943  | 14 tháng 1, 1944  | 1 tháng 5, 1944   | 15 tháng 6, 1946  | Xóa đăng bạ 1 tháng 5, 1967; đánh chìm như mục tiêu 7 tháng 1, 1968                                           |
| Oberrender (DE-344)          | Consolidated Steel Corporation, Orange, Texas                | 8 tháng 11, 1943  | 18 tháng 1, 1944  | 11 tháng 5, 1944  | 11 tháng 7, 1945  | Xóa đăng bạ 25 tháng 7, 1945; đánh chìm như mục tiêu 6 tháng 11, 1945                                         |
| Robert Brazier (DE-345)      | Consolidated Steel Corporation, Orange, Texas                | 16 tháng 11, 1943 | 22 tháng 1, 1944  | 18 tháng 5, 1944  | 16 tháng 9, 1946  | Xóa đăng bạ 1 tháng 1, 1968; đánh chìm như mục tiêu ngoài khơi California 9 tháng 1, 1969                     |
| Edwin A. Howard (DE-346)     | Consolidated Steel Corporation, Orange, Texas                | 15 tháng 11, 1943 | 25 tháng 1, 1944  | 25 tháng 5, 1944  | 25 tháng 9, 1946  | Xóa đăng bạ 1 tháng 12, 1972; bán để tháo dỡ 12 tháng 9, 1973                                                 |
| Jesse Rutherford (DE-347)    | Consolidated Steel Corporation, Orange, Texas                | 22 tháng 11, 1943 | 29 tháng 1, 1944  | 31 tháng 5, 1944  | 21 tháng 6, 1946  | Xóa đăng bạ 1 tháng 1, 1968; đánh chìm như mục tiêu ngoài khơi California 8 tháng 12, 1968                    |
| Key (DE-348)                 | Consolidated Steel Corporation, Orange, Texas                | 14 tháng 12, 1943 | 12 tháng 2, 1944  | 5 tháng 6, 1944   | 9 tháng 7, 1946   | Xóa đăng bạ 1 tháng 3, 1972; bán để tháo dỡ 19 tháng 12, 1972                                                 |
| Gentry (DE-349)              | Consolidated Steel Corporation, Orange, Texas                | 13 tháng 12, 1943 | 15 tháng 2, 1944  | 14 tháng 6, 1944  | 2 tháng 7, 1946   | Xóa đăng bạ 15 tháng 1, 1972; bán để tháo dỡ 15 tháng 1, 1973                                                 |
| Traw (DE-350)                | Consolidated Steel Corporation, Orange, Texas                | 19 tháng 12, 1943 | 12 tháng 2, 1944  | 20 tháng 6, 1944  | 7 tháng 6, 1946   | Xóa đăng bạ 1 tháng 8, 1967; đánh chìm như mục tiêu ngoài khơi California 17 tháng 8, 1968                    |
| Maurice J. Manuel (DE-351)   | Consolidated Steel Corporation, Orange, Texas                | 22 tháng 12, 1943 | 19 tháng 2, 1944  | 30 tháng 6, 1944  | 30 tháng 10, 1957 | Xóa đăng bạ 1 tháng 5, 1966; đánh chìm như mục tiêu tháng 8, 1966                                             |
| Naifeh (DE-352)              | Consolidated Steel Corporation, Orange, Texas                | 29 tháng 12, 1943 | 29 tháng 2, 1944  | 4 tháng 7, 1944   | 17 tháng 6, 1960  | Xóa đăng bạ 1 tháng 1, 1966; đánh chìm như mục tiêu 11 tháng 7, 1966                                          |
| Doyle C. Barnes (DE-353)     | Consolidated Steel Corporation, Orange, Texas                | 11 tháng 1, 1944  | 4 tháng 3, 1944   | 13 tháng 7, 1944  | 15 tháng 1, 1947  | Xóa đăng bạ 1 tháng 12, 1972; bán để tháo dỡ 12 tháng 9, 1973                                                 |
| Kenneth M. Willett (DE-354)  | Consolidated Steel Corporation, Orange, Texas                | 10 tháng 1, 1944  | 7 tháng 3, 1944   | 19 tháng 7, 1944  | 26 tháng 2, 1959  | Xóa đăng bạ 1 tháng 7, 1972; đánh chìm như mục tiêu ngoài khơi Puerto Rico 6 tháng 3, 1974                    |
| Jaccard (DE-355)             | Consolidated Steel Corporation, Orange, Texas                | 25 tháng 1, 1944  | 18 tháng 3, 1944  | 26 tháng 7, 1944  | 30 tháng 9, 1946  | Xóa đăng bạ 1 tháng 11, 1967; đánh chìm như mục tiêu 4 tháng 10, 1968                                         |
| Lloyd E. Acree (DE-356)      | Consolidated Steel Corporation, Orange, Texas                | 24 tháng 1, 1944  | 21 tháng 3, 1944  | 1 tháng 8, 1944   | 10 tháng 10, 1946 | Xóa đăng bạ 15 tháng 1, 1972; bán để tháo dỡ 13 tháng 6, 1973                                                 |
| George E. Davis (DE-357)     | Consolidated Steel Corporation, Orange, Texas                | 15 tháng 2, 1944  | 8 tháng 4, 1944   | 11 tháng 8, 1944  | 11 tháng 11, 1954 | Xóa đăng bạ 1 tháng 12, 1972; bán để tháo dỡ 2 tháng 1, 1974                                                  |
| Mack (DE-358)                | Consolidated Steel Corporation, Orange, Texas                | 14 tháng 2, 1944  | 11 tháng 4, 1944  | 16 tháng 8, 1944  | 11 tháng 12, 1946 | Xóa đăng bạ 15 tháng 3, 1972; bán để tháo dỡ 13 tháng 6, 1973                                                 |
| Woodson (DE-359)             | Consolidated Steel Corporation, Orange, Texas                | 7 tháng 3, 1944   | 29 tháng 4, 1944  | 24 tháng 8, 1944  | 11 tháng 8, 1962  | Xóa đăng bạ 1 tháng 7, 1965; bán để tháo dỡ 16 tháng 8, 1966                                                  |
| Johnnie Hutchins (DE-360)    | Consolidated Steel Corporation, Orange, Texas                | 6 tháng 3, 1944   | 2 tháng 5, 1944   | 28 tháng 8, 1944  | 25 tháng 2, 1958  | Xóa đăng bạ 1 tháng 7, 1972; bán để tháo dỡ 5 tháng 2, 1974                                                   |
| Walton (DE-361)              | Consolidated Steel Corporation, Orange, Texas                | 21 tháng 3, 1944  | 20 tháng 5, 1944  | 4 tháng 9, 1944   | 20 tháng 9, 1968  | Xóa đăng bạ 23 tháng 9, 1968; đánh chìm như mục tiêu 7 tháng 8, 1969                                          |
| Rolf (DE-362)                | Consolidated Steel Corporation, Orange, Texas                | 20 tháng 3, 1944  | 23 tháng 5, 1944  | 7 tháng 9, 1944   | 3 tháng 6, 1946   | Xóa đăng bạ 1 tháng 12, 1972; bán để tháo dỡ 11 tháng 9, 1973                                                 |
| Pratt (DE-363)               | Consolidated Steel Corporation, Orange, Texas                | 11 tháng 4, 1944  | 1 tháng 6, 1944   | 18 tháng 9, 1944  | 14 tháng 5, 1946  | Xóa đăng bạ 15 tháng 3, 1972; bán để tháo dỡ 15 tháng 1, 1973                                                 |
| Rombach (DE-364)             | Consolidated Steel Corporation, Orange, Texas                | 10 tháng 4, 1944  | 6 tháng 6, 1944   | 20 tháng 9, 1944  | 9 tháng 1, 1958   | Xóa đăng bạ 1 tháng 3, 1972; bán để tháo dỡ 19 tháng 12, 1972                                                 |
| McGinty (DE-365)             | Consolidated Steel Corporation, Orange, Texas                | 3 tháng 5, 1944   | 5 tháng 8, 1944   | 25 tháng 9, 1944  | 23 tháng 9, 1968  | Xóa đăng bạ 23 tháng 9, 1968; bán để tháo dỡ 27 tháng 10, 1969                                                |
| Alvin C. Cockrell (DE-366)   | Consolidated Steel Corporation, Orange, Texas                | 1 tháng 5, 1944   | 8 tháng 8, 1944   | 7 tháng 10, 1944  | 17 tháng 1, 1959  | Xóa đăng bạ 23 tháng 9, 1968; đánh chìm như mục tiêu ngoài khơi California 19 tháng 9, 1969                   |
| French (DE-367)              | Consolidated Steel Corporation, Orange, Texas                | 1 tháng 5, 1944   | 17 tháng 6, 1944  | 9 tháng 10, 1944  | 29 tháng 5, 1946  | Xóa đăng bạ 15 tháng 5, 1972; bán để tháo dỡ 20 tháng 9, 1973                                                 |
| Cecil J. Doyle (DE-368)      | Consolidated Steel Corporation, Orange, Texas                | 12 tháng 5, 1944  | 1 tháng 7, 1944   | 16 tháng 10, 1944 | 2 tháng 7, 1946   | Xóa đăng bạ 1 tháng 7, 1967; đánh chìm như mục tiêu 2 tháng 12, 1967                                          |
| Thaddeus Parker (DE-369)     | Consolidated Steel Corporation, Orange, Texas                | 23 tháng 5, 1944  | 26 tháng 8, 1944  | 25 tháng 10, 1944 | 1 tháng 9, 1967   | Xóa đăng bạ 1 tháng 9, 1967; bán để tháo dỡ 9 tháng 7, 1968                                                   |
| John L. Williamson (DE-370)  | Consolidated Steel Corporation, Orange, Texas                | 22 tháng 5, 1944  | 29 tháng 8, 1944  | 31 tháng 10, 1944 | 14 tháng 6, 1946  | Xóa đăng bạ 15 tháng 9, 1970; bán để tháo dỡ 13 tháng 6, 1973                                                 |
| Presley (DE-371)             | Consolidated Steel Corporation, Orange, Texas                | 6 tháng 6, 1944   | 19 tháng 8, 1944  | 7 tháng 11, 1944  | 20 tháng 6, 1946  | Xóa đăng bạ 30 tháng 6, 1968; bán để tháo dỡ 2 tháng 4, 1970                                                  |
| Williams (DE-372)            | Consolidated Steel Corporation, Orange, Texas                | 5 tháng 6, 1944   | 22 tháng 8, 1944  | 11 tháng 11, 1944 | 4 tháng 6, 1946   | Xóa đăng bạ 1 tháng 7, 1967; đánh chìm như mục tiêu ngoài khơi California 29 tháng 6, 1968                    |
| Richard S. Bull (DE-402)     | Brown Shipbuilding, Houston, Texas                           | 18 tháng 8, 1943  | 16 tháng 11, 1943 | 26 tháng 2, 1944  | tháng 3, 1946     | Xóa đăng bạ 30 tháng 6, 1968; đánh chìm như mục tiêu ngoài khơi California, 24 tháng 6, 1969                  |
| Richard M. Rowell (DE-403)   | Brown Shipbuilding, Houston, Texas                           | 18 tháng 8, 1943  | 17 tháng 11, 1943 | 9 tháng 3, 1944   | 2 tháng 7, 1946   | Xóa đăng bạ 30 tháng 6, 1968; bán để tháo dỡ tháng 6, 1969                                                    |
| Eversole (DE-404)            | Brown Shipbuilding, Houston, Texas                           | 15 tháng 9, 1943  | 3 tháng 12, 1943  | 21 tháng 3, 1944  | —                 | Bị tàu ngầm Nhật I-45 đánh chìm ngoài khơi Leyte 28 tháng 10, 1944                                            |
| Dennis (DE-405)              | Brown Shipbuilding, Houston, Texas                           | 15 tháng 9, 1943  | 4 tháng 12, 1943  | 20 tháng 3, 1944  | 31 tháng 5, 1946  | Xóa đăng bạ 1 tháng 12, 1972; bán để tháo dỡ 12 tháng 9, 1973                                                 |
| Edmonds (DE-406)             | Brown Shipbuilding, Houston, Texas                           | 1 tháng 11, 1943  | 17 tháng 12, 1943 | 3 tháng 4, 1944   | tháng 4, 1965     | Xóa đăng bạ 15 tháng 5, 1972; bán để tháo dỡ 20 tháng 9, 1973                                                 |
| Shelton (DE-407)             | Brown Shipbuilding, Houston, Texas                           | 1 tháng 11, 1943  | 18 tháng 12, 1943 | 4 tháng 4, 1944   | —                 | Bị tàu ngầm Nhật Ro-41 đánh chìm ngoài khơi Morotai 3 tháng 10, 1944                                          |
| Straus (DE-408)              | Brown Shipbuilding, Houston, Texas                           | 18 tháng 11, 1943 | 30 tháng 12, 1943 | 6 tháng 4, 1944   | 15 tháng 1,1947   | Xóa đăng bạ 1 tháng 5, 1966; đánh chìm như mục tiêu tháng 8, 1973                                             |
| La Prade (DE-409)            | Brown Shipbuilding, Houston, Texas                           | 18 tháng 11, 1943 | 31 tháng 12, 1943 | 20 tháng 4, 1944  | 11 tháng 5, 1946  | Xóa đăng bạ 15 tháng 1, 1972; bán để tháo dỡ 15 tháng 1, 1973                                                 |
| Jack Miller (DE-410)         | Brown Shipbuilding, Houston, Texas                           | 29 tháng 11, 1943 | 10 tháng 1, 1944  | 13 tháng 4, 1944  | 1 tháng 6, 1946   | Xóa đăng bạ 30 tháng 6, 1968; bán để tháo dỡ tháng 7, 1969                                                    |
| Stafford (DE-411)            | Brown Shipbuilding, Houston, Texas                           | 29 tháng 11, 1943 | 11 tháng 1, 1944  | 19 tháng 4, 1944  | 16 tháng 5, 1946  | Xóa đăng bạ 15 tháng 3, 1972; bán để tháo dỡ 13 tháng 6, 1973                                                 |
| Walter C. Wann (DE-412)      | Brown Shipbuilding, Houston, Texas                           | 6 tháng 12, 1943  | 19 tháng 1, 1944  | 2 tháng 5, 1944   | 31 tháng 5, 1946  | Xóa đăng bạ 30 tháng 6, 1968; bán để tháo dỡ tháng 6, 1969                                                    |
| Samuel B. Roberts (DE-413)   | Brown Shipbuilding, Houston, Texas                           | 6 tháng 12, 1943  | 20 tháng 1, 1944  | 28 tháng 4, 1944  | —                 | Bị đánh chìm trong Trận chiến ngoài khơi Samar 25 tháng 10, 1944                                              |
| Le Ray Wilson (DE-414)       | Brown Shipbuilding, Houston, Texas                           | 20 tháng 12, 1943 | 28 tháng 1, 1944  | 10 tháng 5, 1944  | 30 tháng 1, 1959  | Xóa đăng bạ 15 tháng 5, 1972; bán để tháo dỡ 14 tháng 9, 1973                                                 |
| Lawrence C. Taylor (DE-415)  | Brown Shipbuilding, Houston, Texas                           | 20 tháng 12, 1943 | 29 tháng 1, 1944  | 13 tháng 5, 1944  | 23 tháng 4, 1946  | Xóa đăng bạ 1 tháng 12, 1972; bán để tháo dỡ 12 tháng 9, 1973                                                 |
| Melvin R. Nawman (DE-416)    | Brown Shipbuilding, Houston, Texas                           | 3 tháng 1, 1944   | 7 tháng 2, 1944   | 16 tháng 5, 1944  | 30 tháng 8, 1960  | Xóa đăng bạ 1 tháng 7, 1972; bán để tháo dỡ 3 tháng 10, 1973                                                  |
| Oliver Mitchell (DE-417)     | Brown Shipbuilding, Houston, Texas                           | 3 tháng 1, 1944   | 8 tháng 2, 1944   | 14 tháng 6, 1944  | 24 tháng 4, 1946  | Xóa đăng bạ 15 tháng 3, 1972; bán để tháo dỡ 15 tháng 1, 1973                                                 |
| Tabberer (DE-418)            | Brown Shipbuilding, Houston, Texas                           | 12 tháng 1, 1944  | 18 tháng 2, 1944  | 23 tháng 5, 1944  | tháng 5, 1960     | Xóa đăng bạ 1 tháng 7, 1972; bán để tháo dỡ 3 tháng 10, 1973                                                  |
| Robert F. Keller (DE-419)    | Brown Shipbuilding, Houston, Texas                           | 12 tháng 1, 1944  | 19 tháng 2, 1944  | 17 tháng 6, 1944  | tháng 1, 1965     | Xóa đăng bạ 1 tháng 7, 1972; bán để tháo dỡ 5 tháng 2, 1974                                                   |
| Leland E. Thomas (DE-420)    | Brown Shipbuilding, Houston, Texas                           | 21 tháng 1, 1944  | 28 tháng 2, 1944  | 19 tháng 6, 1944  | 3 tháng 5, 1946   | Xóa đăng bạ 1 tháng 12, 1972; bán để tháo dỡ 11 tháng 9, 1973                                                 |
| Chester T. O'Brien (DE-421)  | Brown Shipbuilding, Houston, Texas                           | 21 tháng 1, 1944  | 29 tháng 2, 1944  | 3 tháng 7, 1944   | 25 tháng 5, 1960  | Xóa đăng bạ 1 tháng 7, 1972; bán để tháo dỡ 4 tháng 4, 1974                                                   |
| Douglas A. Munro (DE-422)    | Brown Shipbuilding, Houston, Texas                           | 31 tháng 1, 1944  | 8 tháng 3, 1944   | 11 tháng 7, 1944  | 24 tháng 6, 1960  | Xóa đăng bạ 1 tháng 12, 1965; đánh chìm như mục tiêu tháng 1, 1966                                            |
| Dufilho (DE-423)             | Brown Shipbuilding, Houston, Texas                           | 31 tháng 1, 1944  | 9 tháng 3, 1944   | 21 tháng 7, 1944  | 14 tháng 5, 1946  | Xóa đăng bạ 1 tháng 12, 1972; bán để tháo dỡ 12 tháng 9, 1973                                                 |
| Haas (DE-424)                | Brown Shipbuilding, Houston, Texas                           | 23 tháng 2, 1944  | 20 tháng 3, 1944  | 2 tháng 8, 1944   | 24 tháng 1,1958   | Xóa đăng bạ 1 tháng 7, 1966; bán để tháo dỡ 6 tháng 9, 1967                                                   |
| Corbesier (DE-438)           | Federal Shipbuilding and Drydock Company, Newark, New Jersey | 4 tháng 11, 1943  | 13 tháng 2, 1944  | 31 tháng 3, 1944  | 2 tháng 7, 1946   | Xóa đăng bạ 1 tháng 12, 1972; bán để tháo dỡ 3 tháng 12, 1973                                                 |
| Conklin (DE-439)             | Federal Shipbuilding and Drydock Company, Newark, New Jersey | 4 tháng 11, 1943  | 13 tháng 2, 1944  | 21 tháng 4, 1944  | 17 tháng 1, 1946  | Xóa đăng bạ 1 tháng 10, 1970, bán để tháo dỡ 12 tháng 5, 1972                                                 |
| McCoy Reynolds (DE-440)      | Federal Shipbuilding and Drydock Company, Newark, New Jersey | 18 tháng 11, 1943 | 22 tháng 2, 1944  | 2 tháng 5, 1944   | 7 tháng 2, 1957   | Xóa đăng bạ 1 tháng 11, 1968; bán cho Bồ Đào Nha tháng 12, 1968; tháo dỡ 1970                                 |
| William Seiverling (DE-441)  | Federal Shipbuilding and Drydock Company, Newark, New Jersey | 2 tháng 12, 1943  | 7 tháng 3, 1944   | 1 tháng 6, 1944   | 27 tháng 9, 1957  | Xóa đăng bạ 1 tháng 12, 1972; bán để tháo dỡ 20 tháng 9, 1973                                                 |
| Ulvert M. Moore (DE-442)     | Federal Shipbuilding and Drydock Company, Newark, New Jersey | 2 tháng 12, 1943  | 7 tháng 3, 1944   | 18 tháng 7, 1944  | 10 tháng 10, 1958 | Xóa đăng bạ 1 tháng 12, 1965; đánh chìm như mục tiêu ngoài khơi đảo San Nicholas, California 13 tháng 7, 1966 |
| Kendall C. Campbell (DE-443) | Federal Shipbuilding and Drydock Company, Newark, New Jersey | 16 tháng 12, 1943 | 19 tháng 3, 1944  | 31 tháng 7, 1944  | 31 tháng 5, 1946  | Xóa đăng bạ 15 tháng 1, 1972; bán để tháo dỡ 15 tháng 1, 1973                                                 |
| Goss (DE-444)                | Federal Shipbuilding and Drydock Company, Newark, New Jersey | 16 tháng 12, 1943 | 19 tháng 3, 1944  | 26 tháng 8, 1944  | 10 tháng 10, 1958 | Xóa đăng bạ 1 tháng 3, 1972; bán để tháo dỡ 20 tháng 11, 1972                                                 |
| Grady (DE-445)               | Federal Shipbuilding and Drydock Company, Newark, New Jersey | 3 tháng 1, 1944   | 2 tháng 4, 1944   | 11 tháng 9, 1944  | 18 tháng 12, 1957 | Xóa đăng bạ 30 tháng 6, 1968; bán để tháo dỡ tháng 6, 1969                                                    |
| Charles E. Brannon (DE-446)  | Federal Shipbuilding and Drydock Company, Newark, New Jersey | 13 tháng 1, 1944  | 23 tháng 4, 1944  | 1 tháng 11, 1944  | 23 tháng 9, 1968  | Xóa đăng bạ 23 tháng 9, 1968; bán để tháo dỡ 27 tháng 10, 1969                                                |
| Albert T. Harris (DE-447)    | Federal Shipbuilding and Drydock Company, Newark, New Jersey | 13 tháng 1, 1944  | 16 tháng 4, 1944  | 29 tháng 11, 1944 | 21 tháng 9, 1968  | Xóa đăng bạ 23 tháng 9, 1968; đánh chìm như mục tiêu ngoài khơi Virginia Capes, 9 tháng 4, 1969               |
| Cross (DE-448)               | Federal Shipbuilding and Drydock Company, Newark, New Jersey | 19 tháng 3, 1944  | 4 tháng 7, 1944   | 8 tháng 1, 1945   | 2 tháng 1, 1958   | Xóa đăng bạ 1 tháng 7, 1966; bán để tháo dỡ 5 tháng 3, 1968                                                   |
| Hanna (DE-449)               | Federal Shipbuilding and Drydock Company, Newark, New Jersey | 23 tháng 3, 1944  | 4 tháng 7, 1944   | 27 tháng 1, 1945  | 11 tháng 12, 1959 | Xóa đăng bạ 1 tháng 12, 1972; bán để tháo dỡ 3 tháng 12, 1973                                                 |
| Joseph E. Connolly (DE-450)  | Federal Shipbuilding and Drydock Company, Newark, New Jersey | 6 tháng 4, 1944   | 6 tháng 8, 1944   | 28 tháng 2, 1945  | 20 tháng 6, 1946  | Xóa đăng bạ 1 tháng 6, 1970; đánh chìm như mục tiêu on 24 tháng 2, 1972                                       |
| Gilligan (DE-508)            | Federal Shipbuilding and Drydock Company, Newark, New Jersey | 18 tháng 11, 1943 | 22 tháng 2, 1944  | 12 tháng 5, 1944  | 31 tháng 3, 1959  | Xóa đăng bạ 1 tháng 3, 1972; bán để tháo dỡ 20 tháng 11, 1973                                                 |
| Formoe (DE-509)              | Federal Shipbuilding and Drydock Company, Newark, New Jersey | 3 tháng 1, 1944   | 2 tháng 4, 1944   | 5 tháng 10, 1944  | 7 tháng 2, 1957   | Chuyển cho Bồ Đào Nha 7 tháng 2, 1957; xóa đăng bạ 1 tháng 10, 1968; tháo dỡ 1970                             |
| Heyliger (DE-510)            | Federal Shipbuilding and Drydock Company, Newark, New Jersey | 27 tháng 4, 1944  | 6 tháng 8, 1944   | 24 tháng 3, 1945  | 2 tháng 1, 1958   | Xóa đăng bạ 1 tháng 5, 1966; đánh chìm như mục tiêu 1969                                                      |
| Edward H. Allen (DE-531)     | Boston Naval Shipyard                                        | 31 tháng 8, 1943  | 7 tháng 10, 1943  | 16 tháng 12, 1943 | 9 tháng 1, 1958   | Xóa đăng bạ 1 tháng 7, 1972; bán để tháo dỡ 5 tháng 2, 1974                                                   |
| Tweedy (DE-532)              | Boston Naval Shipyard                                        | 31 tháng 8, 1943  | 7 tháng 10, 1943  | 12 tháng 2, 1944  | 30 tháng 6, 1969  | Xóa đăng bạ 30 tháng 6, 1969; đánh chìm như mục tiêu ngoài khơi Florida tháng 5, 1970                         |
| Howard F. Clark (DE-533)     | Boston Naval Shipyard                                        | 8 tháng 10, 1943  | 8 tháng 11, 1943  | 25 tháng 5, 1944  | 5 tháng 7, 1946   | Xóa đăng bạ 15 tháng 5, 1972; bán để tháo dỡ 6 tháng 9, 1973                                                  |
| Silverstein (DE-534)         | Boston Naval Shipyard                                        | 8 tháng 10, 1943  | 8 tháng 11, 1943  | 14 tháng 7, 1944  | 30 tháng 1, 1959  | Xóa đăng bạ 1 tháng 12, 1972; bán để tháo dỡ 3 tháng 12, 1973                                                 |
| Lewis (DE-535)               | Boston Naval Shipyard                                        | 3 tháng 11, 1943  | 7 tháng 12, 1943  | 5 tháng 9, 1944   | 27 tháng 5, 1960  | Xóa đăng bạ 1 tháng 1, 1966; đánh chìm như mục tiêu in 1966                                                   |
| Bivin (DE-536)               | Boston Naval Shipyard                                        | 3 tháng 11, 1943  | 7 tháng 12, 1943  | 31 tháng 10, 1944 | 15 tháng 1, 1947  | Xóa đăng bạ 30 tháng 6, 1968; đánh chìm như mục tiêu ngoài khơi California 17 tháng 7, 1969                   |
| Rizzi (DE-537)               | Boston Naval Shipyard                                        | 3 tháng 11, 1943  | 7 tháng 12, 1943  | 26 tháng 6, 1945  | 28 tháng 2, 1958  | Xóa đăng bạ 1 tháng 8, 1972; bán để tháo dỡ 5 tháng 2, 1974                                                   |
| Osberg (DE-538)              | Boston Naval Shipyard                                        | 3 tháng 11, 1943  | 7 tháng 12, 1943  | 10 tháng 12, 1945 | 25 tháng 2, 1958  | Xóa đăng bạ 1 tháng 8, 1972; bán để tháo dỡ 5 tháng 2, 1974                                                   |
| Wagner (DER-539)             | Boston Naval Shipyard                                        | 8 tháng 11, 1943  | 27 tháng 12, 1943 | 22 tháng 11, 1955 | tháng 6, 1960     | Xóa đăng bạ 1 tháng 11, 1974; đánh chìm như mục tiêu                                                          |
| Vandivier (DER-540)          | Boston Naval Shipyard                                        | 8 tháng 11, 1943  | 27 tháng 12, 1943 | 11 tháng 10, 1955 | 30 tháng 6, 1960  | Xóa đăng bạ 1 tháng 11, 1974; đánh chìm như mục tiêu ngoài khơi Florida 7 tháng 2, 1975                       |